# Conny Andersson
Conrad Andersson (Alingsås, Suecia; 28 de diciembre de 1939), más conocido como Conny Andersson, es un expiloto de automovilismo sueco que participó en la Fórmula 1 en 1976 y 1977 para los equipos Surtees y BRM.
Antes de su carrera en la F1, Andersson fue piloto de motocross y compitió en carreras de Fórmula 3 como piloto privado durante casi 10 años, obteniendo mucho éxito. Ganó el Campeonato Sueco de Fórmula 3 en 1974, y en 1975 compitió en el Campeonato de Fórmula 3 Europea de la FIA, donde ganó en Montecarlo y la temporada siguiente ganó cuatro carreras más.

## Resultados

### Fórmula 1
(Clave) (negrita indica pole position) (cursiva indica vuelta rápida)

| Año     | Escudería                  | 1   | 2   | 3   | 4   | 5       | 6   | 7       | 8       | 9       | 10  | 11  | 12      | 13  | 14  | 15  | 16  | 17  | Pos. | Puntos |
| ------- | -------------------------- | --- | --- | --- | --- | ------- | --- | ------- | ------- | ------- | --- | --- | ------- | --- | --- | --- | --- | --- | ---- | ------ |
| 1976    | Team Surtees               | BRA | RSA | USW | ESP | BEL     | MON | SWE     | FRA     | GBR     | GER | AUT | NED Ret | ITA | CAN | USA | JPN |     | NC   | 0      |
| 1977    | Rotary Watches Stanley BRM | ARG | BRA | RSA | USW | ESP DNQ | MON | BEL DNQ | SWE DNQ | FRA DNQ | GBR | GER | AUT     | NED | ITA | USA | CAN | JPN | NC   | 0      |
| Fuente: |                            |     |     |     |     |         |     |         |         |         |     |     |         |     |     |     |     |     |      |        |